# Extruderschaum

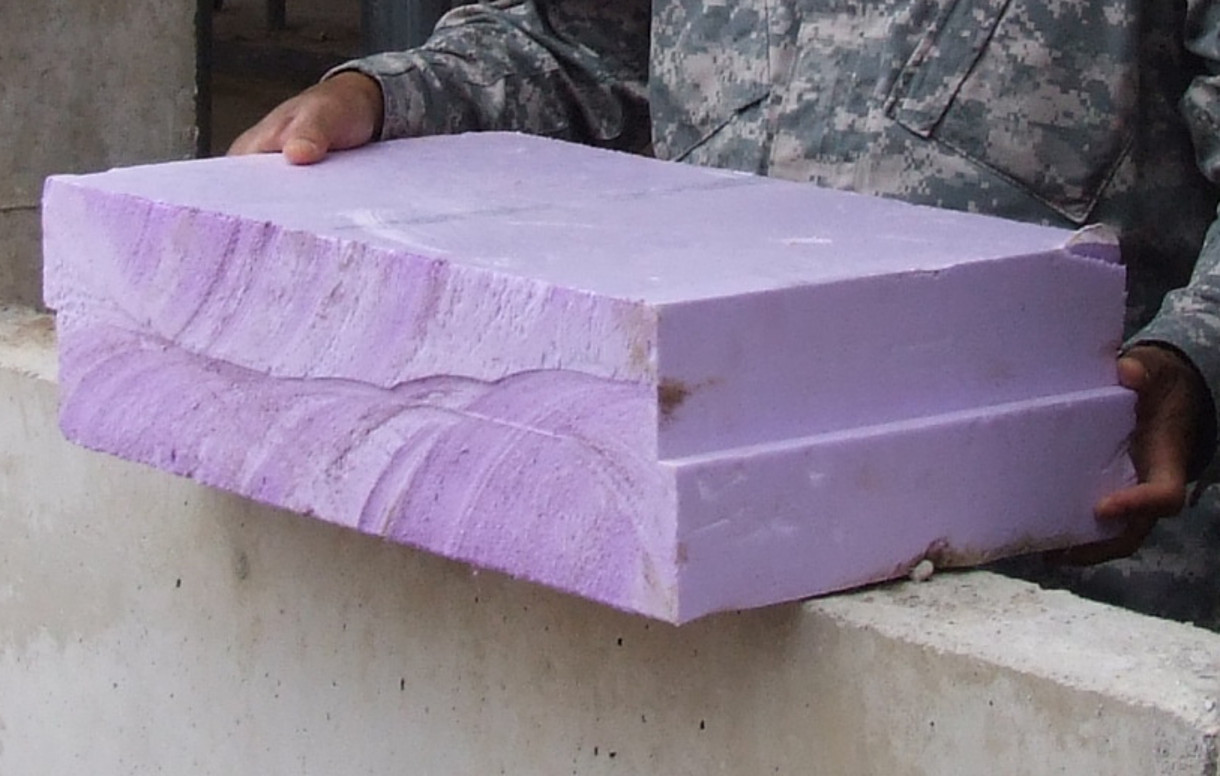
XPS-Platte

Extruderschaum XPS (extrudierter Polystyrol-Hartschaum) ist ein Dämmstoff, der in verschiedenen Bereichen des Bauwesens eingesetzt wird. XPS wird durch Extrusion hergestellt, wobei Polystyrol unter hohem Druck und Wärme verarbeitet wird. Der dabei entstandene Schaum hat eine geschlossene Zellstruktur, welche für die Eigenschaften von XPS maßgeblich ist. Diese geschlossene Struktur sorgt unter anderem für eine hohe Widerstandsfähigkeit gegen Feuchtigkeit sowie eine sehr hohe Druckfestigkeit.
XPS wird in standardisierten Plattengrößen und -stärken gehandelt und in einer Vielzahl von Bauanwendungen eingesetzt, darunter für die Dämmung von Flachdächern, Bodenplatten und Perimeterdämmung.

## Geschichte
Die Entwicklung von XPS geht auf die 1940er-Jahre zurück, als der Chemiekonzern Dow Chemical in den Vereinigten Staaten unter der Leitung von Ray McIntire erstmals begann, Extruderschaum für die Isolierung von Schwimm- und Auftriebskörper zu verwenden. Ursprünglich wurde der Schaumstoff unter Verwendung von Fluorchlorkohlenwasserstoffen (FCKW) als Treibmittel hergestellt, die später aufgrund ihrer schädlichen Auswirkungen auf die Ozonschicht verboten wurden. Daraufhin begann die Produktion ohne den Einsatz von FCKW, stattdessen wurden umweltfreundlichere Treibmittel wie Kohlenstoffdioxid verwendet. Ab dem Jahr 2002 produziertes XPS ist somit FCKW-frei.
Ein weiterer früher Bestandteil von XPS war das Flammschutzmittel HBCD (Hexabromocyclododecan), dessen Verwendung seit dem Jahr 2016 entsprechend des Stockholmer Übereinkommens bzw. der EU-POP-Verordnung verboten ist. HBCD wurde durch Alternativen wie polyFR (polymeres Flammschutzmittel) ersetzt.

## Herstellung
Zunächst wird in der chemischen Industrie aus Erdöl das Monomer Styrol erzeugt und durch die Polymerisation entsteht Polystyrol. Das Polystyrol wird dem Extrusionsverfahren unterzogen, bei dem das Polystyrol zusammen mit dem Flammschutzmittel und anderen Additiven (z. B. Farbpigmente) in Form von Granulat bei 200 Grad Celsius geschmolzen wird. Während dieses Prozesses wird das Polystyrol unter Druck mit Treibmitteln (wie Kohlenstoffdioxid) versetzt. Durch die Treibmittel schäumt die Polymerschmelze auf, sobald diese den Extruder durch die formgebende Breitschlitzdüse verlässt, da die Treibmittel wieder gasförmig werden. Beim Aufschäumen entsteht eine geschlossene Zellstruktur. Das XPS wird zu Platten formatiert. Im weiteren Prozess werden die Kanten profiliert (Glattkant, Stufenfalz, Nut-Feder). Die Oberflächen werden glatt oder profiliert (verbesserte Putzhaftung) ausgeliefert. Zum Teil werden mehrere Platten aufeinander geschweißt. Aufgrund der höheren Dichte durch mehr Materialeinsatz und dem komplexeren Herstellungsverfahren liegt XPS preislich über EPS.
Eine Untersuchung durch das Wuppertal Institut für Klima, Umwelt und Energie stellte fest, dass nach dem ersten Jahr der Nutzung mehr Energie eingespart wird, als für die Herstellung benötigt wurde.

## Materialeigenschaften
XPS besteht ca. zu 2 % aus Polystyrol (Naphtha) und zu 98 % aus eingeschlossener Luft. Es besitzt eine niedrige Wärmeleitfähigkeit, wodurch es sich als Dämmstoff eignet. Diese Eigenschaft hilft, den Wärmeverlust in Gebäuden zu reduzieren und trägt somit zur Energieeffizienz von Gebäuden bei. XPS bietet zudem eine hohe Druckfestigkeit. Durch die geschlossene Zellstruktur ist XPS fast wasserundurchlässig und widerstandsfähig gegen Feuchtigkeit.
| Eigenschaft                            | Wert             |
| -------------------------------------- | ---------------- |
| Wärmeleitfähigkeit (λ)                 | 0,032–0,045 W/mK |
| Rohdichte (ρ)                          | 25–45 kg/m³      |
| Wasserdampfdiffusionswiderstand (μ)    | 80–200           |
| Spezifische Wärmespeicherkapazität (c) | 1.500 J/(kg·K)   |
| Nutzungsdauer                          | > 50 Jahre*      |

* Die reale Lebensdauer von Bauprodukten kann deutlich darüber liegen. Diese hängen u. a. von der Anwendungssituation und den äußeren Einflüssen ab. Regelmäßig hat XPS eine deutlich höhere Lebensdauer.
XPS wird entsprechend der harmonisierten Produktnorm EN 13164 produziert und deklariert und trägt daher immer das europäische Konformitätszeichen „CE“. Es ist in der europäischen Baustoffklasse E „normalentflammbar“ eingestuft (DIN EN 13501). Einige Hersteller bieten auch „schwerentflammbares“ XPS gemäß DIN 4102 an.
Seit dem Jahr 2002 ist die Verwendung von FCKW (HFCKW) für die Produktion von XPS verboten. Die meisten Hersteller verzichteten bereits vor dem Inkrafttreten des Verbotes auf FCKW als Schaumbildner. Stattdessen wird XPS meistens mit Kohlenstoffdioxid geschäumt.
XPS, das nach 2015 hergestellt wurde, ist frei von HBCD (Hexabromcyclododecan). Als Flammschutzmittel wird in Deutschland das polymere Flammschutzmittel polyFR (Polymeric Flame Retardant) verwendet. Bei Polystyrol handelt es sich um einen thermoplastischen Kunststoff. Mit der Eigenschaft eines schmelzbaren Kunststoffes kann XPS vollständig physikalisch recycelt werden.

## Anwendungsbereiche
XPS wird in vielen Bereichen des Bauwesens eingesetzt, vor allem dort, wo hohe Anforderungen an Wärmedämmung, Druckfestigkeit und Feuchtigkeitsresistenz bestehen. Es kommt in der Dämmung von Flachdächern als Umkehrdach, Bodenplatten (auch statisch tragende) und Perimeterwänden (insbesondere auch bei drückendem Wasser) zum Einsatz, sowohl bei Neubauten als auch in Sanierungen. XPS ist der einzige Dämmstoff, der eine Bauartgenehmigung (bauaufsichtliche Zulassung) für Umkehrdächer besitzt. Im Gegensatz zu anderen Dämmstoffen liegt die Wärmedämmung außerhalb der Gebäudeabdichtung.
Weitere Anwendungen:
- Lastabtragende Bodenplatte (Gründungsplatte)
- Perimeterwände (Kellerwände)
- Dämmung von Tiefgaragen (oberhalb der Decke)
- Parkdecks
- Begrünte Dächer
- Dächer, die für Photovoltaik vorgesehen sind
- Spritzwassersockeldämmung
- Industrieböden
- Wärmebrückendämmung

In Deutschland und Europa wird XPS sowohl im Neubau als auch bei Sanierungsprojekten verwendet. Zu den bekanntesten Herstellern von XPS gehören Unternehmen wie Austrotherm (Austrotherm XPS), Bachl (Styrodur / Bachl XPS), Ediltec (X-FOAM), Fibran (Fibran XPS), Jackon (Jackodur) und Ravago Building Solutions (Ravatherm). Die Hersteller bieten die Dämmplatten jeweils in einer eigenen Pastellfarbe an.